# Desmodium prodigum
Desmodium prodigum är en ärtväxtart som först beskrevs av Anton Karl Schindler, och fick sitt nu gällande namn av Paul Carpenter Standley. Desmodium prodigum ingår i släktet Desmodium och familjen ärtväxter. Inga underarter finns listade i Catalogue of Life.